# Leverstock Green
Leverstock Green – część miasta Hemel Hempstead, w Anglii, w hrabstwie Hertfordshire, w dystrykcie Dacorum. Leży 25 km na zachód od miasta Hertford i 35 km na północny zachód od centrum Londynu.